# TOKYO CROSS PARK構想
TOKYO CROSS PARK構想（トウキョウクロスパークこうそう）は、東京都千代田区内幸町一丁目（日比谷地区）にある再開発計画である。再開発計画の区域面積は約6.5ha。
デベロッパーはNTTアーバンソリューションズ、NTT、NTT東日本、公共建物、第一生命保険、中央日本土地建物、帝国ホテル、東京センチュリー、東京電力ホールディングス、三井不動産。

## 概要
東京都、千代田区、および地域関係者は2011年に「日比谷エリアまちづくり基本構想」を策定し、再開発の議論を進めた。再開発計画は、北地区、中地区、南地区の三つの地区を分け、帝国ホテル新本館のほか、北からノースタワー、セントラルタワー、サウスタワーの順に三棟の高さ230m級の超高層ビルを建設する予定。三棟の超高層ビルは2028年度から2030年度にかけて完成する予定。帝国ホテル新本館は2036年度に完成する予定。
2022年3月24日、デベロッパー10社が再開発の5つのテーマを発表した。北地区の事業者は帝国ホテルと三井不動産である。中地区の事業者はNTT都市開発、公共建物、東京電力パワーグリッド、三井不動産である。南地区の事業者は第一生命保険、中央日本土地建物、東京センチュリー、東京電力パワーグリッド。日比谷公園と再開発エリアをデッキ状の空中公園でつなぐ構想も発表された。延床面積は全体で約1,100,000㎡としている。